# Eugen Bolz

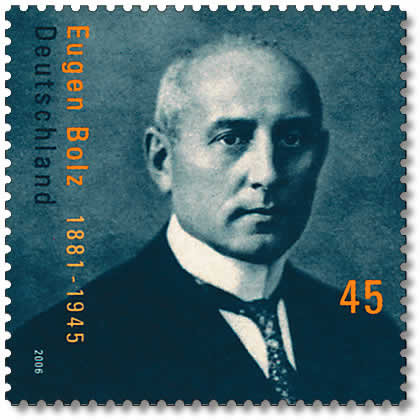
Eugen Bolz auf einer deutschen Briefmarke von 2006 aus der Serie Aufrechte Demokraten (Michel-Nr. 2571)

Eugen Anton Bolz (* 15. Dezember 1881 in Rottenburg am Neckar; † 23. Januar 1945 in Berlin-Plötzensee) war ein deutscher Politiker der Zentrumspartei. Von 1928 bis 1933 war er Staatspräsident des Volksstaats Württemberg. Später beteiligte er sich am Widerstand gegen den Nationalsozialismus.

## Leben

### Familie
Eugen Bolz wurde als zwölftes Kind des Kolonialwarenhändlers Josef Bolz und dessen Ehefrau Maria Theresia, geborene Huber, in Rottenburg am Neckar geboren und am 27. Dezember 1881 in der ehemaligen Stiftskirche St. Moriz getauft.
Er war seit 1920 mit der Ulmerin Maria Hoeneß verheiratet, mit der er eine Tochter hatte. Eugen Bolz war über die Familie seiner Frau der Onkel des Kurienkardinals Paul Augustin Mayer (1911–2010).

### Ausbildung und Beruf
Bolz legte 1900 am Karls-Gymnasium in Stuttgart die Reifeprüfung ab. Er engagierte sich im „Windthorstbund“, der Jugendorganisation der Zentrumspartei. Ab 1900 studierte er Rechtswissenschaften in Tübingen sowie in Bonn (1901) und Berlin (1901/02). Er war Mitglied der katholischen Studentenverbindungen AV Guestfalia Tübingen (seit 1900) sowie zeitweise für die Dauer seiner Studienaufenthalte in Bonn bei der KDStV Bavaria Bonn und in Berlin bei der KAV Suevia Berlin, alle im Cartellverband der katholischen deutschen Studentenverbindungen (CV). Bei der KAV Suevia Berlin lernte er den Zentrumspolitiker Felix Porsch kennen, der ihn veranlasste, nach dem Studienabschluss Politiker zu werden. 1902 setzte er sein Studium in Tübingen fort und schloss dieses 1905 mit dem ersten juristischen Staatsexamen ab. Anschließend absolvierte er das Referendariat in Rottenburg, Ravensburg und Stuttgart. Nachdem Bolz 1909 das zweite juristische Staatsexamen abgelegt hatte, war er zunächst bei der Staatsanwaltschaft Ulm tätig, dann von 1911 bis 1914 als Assessor bei der Staatsanwaltschaft Stuttgart. Während des Ersten Weltkriegs diente er als Leutnant an der Westfront im Elsass.

### Politische Karriere
Er trat der Zentrumspartei bei, für die er von 1912 bis 1918 dem Reichstag des Kaiserreichs angehörte. Er vertrat den Wahlkreis Württemberg 13 (Aalen, Gaildorf, Neresheim, Ellwangen). Zugleich gehörte er von 1912 bis 1918 der Zweiten Kammer der Württembergischen Landstände an.
Nach der Novemberrevolution beteiligte er sich 1919 bis 1920 in der Weimarer Nationalversammlung. 1919 wurde er für den Wahlbezirk Rottenburg in den Landtag des freien Volksstaates Württemberg gewählt, dem er bis 1933 angehörte. Von 1920 bis 1933 war er zudem Mitglied im Reichstag der Weimarer Republik.
1919 wurde er in Württemberg zum Justizminister, 1923 zum Innenminister ernannt. Nach dem gescheiterten Hitler-Ludendorff-Putsch im November 1923 griff er hart gegen die NSDAP durch, ließ ihre Spitzenfunktionäre verhaften und ihre Geschäftsstellen von der Polizei besetzen. 1928 wurde er als Nachfolger von Wilhelm Bazille und als erster Katholik im überwiegend protestantischen Württemberg Staatspräsident (d. h. Regierungschef), zugleich blieb er weiterhin Innenminister. Er regierte in einer Koalition mit der Deutschnationalen Volkspartei (DNVP), während die SPD, die nach der Wahl die stärkste Fraktion stellte, aus der Regierung ausgeschlossen blieb. 1932 schrieb er nach einer Begegnung mit Adolf Hitler, sein Eindruck von diesem sei besser als zuvor vermutet: „Seine Auffassungen decken sich im Allgemeinen weitgehend mit den unseren.“ Die Ernennung Hitlers zum Reichskanzler am 30. Januar 1933 sah Bolz zunächst als „politische Notwendigkeit“ an, allerdings stellte er sich einen christlich und national motivierten „Diktator auf Zeit“ vor, gestützt auf eine „Notgemeinschaft der Parteien.“
Am 15. März 1933 „wählte“ der württembergische Landtag den Nationalsozialisten Wilhelm Murr als neuen Staatspräsidenten. Am 23. März 1933 stimmte Bolz dem Fraktionszwang gemäß im Reichstag dem Ermächtigungsgesetz zu, obwohl er sich in der Fraktion dagegen ausgesprochen hatte. Seine Zustimmung war von heftigen Gewissenskonflikten begleitet. Trotz der Zustimmung zum Ermächtigungsgesetz sahen die Nationalsozialisten Bolz als Gegner an. Am 19. Juni 1933 wurde er vor einer inszenierten „erregten Volksmenge“ in „Schutzhaft“ genommen und mehrere Wochen im Gefängnis Festung Hohenasperg interniert.

### Widerstand gegen den Nationalsozialismus

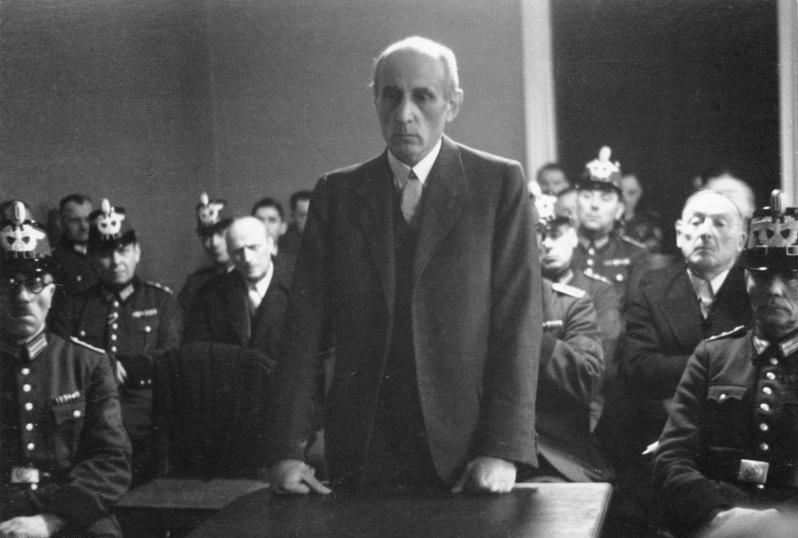
Eugen Bolz vor dem Volksgerichtshof, 1944

Nach seiner Entlassung zog er sich ins Kloster Beuron und anschließend ins Privatleben zurück. Er arbeitete in dieser Zeit als Rechtsberater der Caritas, Steuerberater des Klosters Beuron und Teilhaber der Deckenstein-Fabrik C.H. Bauer, Stuttgart.
Schon 1934 entstand seine Schrift Katholische Aktion und Politik, in der er erstmals Gedanken des Widerstands aufgriff: „Bei offensichtlichem und dauerndem Missbrauch der Staatsgewalt besteht ein Notwehrrecht des Volkes.“ Die Schrift wurde erst nach Bolz’ Tod herausgegeben von Joachim Köhler (Christentum und Politik. Dokumente des Widerstands).
Um den Jahreswechsel 1941/42 kam Eugen Bolz über christliche Gewerkschafter und führende Mitarbeiter der Firma Bosch in Verbindung mit dem Widerstandskreis um Carl Friedrich Goerdeler. Gegen den geplanten Tyrannenmord an Adolf Hitler äußerte er allerdings aus religiösen und staatsphilosophischen Gründen Bedenken; er hielt eine Verhaftung Hitlers für ausreichend. Dennoch erklärte sich Bolz bereit, nach einem Umsturz ein Ministeramt in einer neuen Regierung zu übernehmen. In Goerdelers Ministerliste wurde er zunächst als Innenminister, dann als Kultusminister geführt; er sollte vor allem einen demokratischen Neubeginn Deutschlands vorbereiten und eine Verankerung demokratischen Gedankenguts im deutschen Volk bewirken. Nach dem missglückten Attentat vom 20. Juli 1944 auf Hitler wurde er denunziert, am 12. August 1944 verhaftet, am 21. Dezember vom Volksgerichtshof zum Tode verurteilt und am 23. Januar 1945 in Berlin-Plötzensee enthauptet.

## Ehrungen

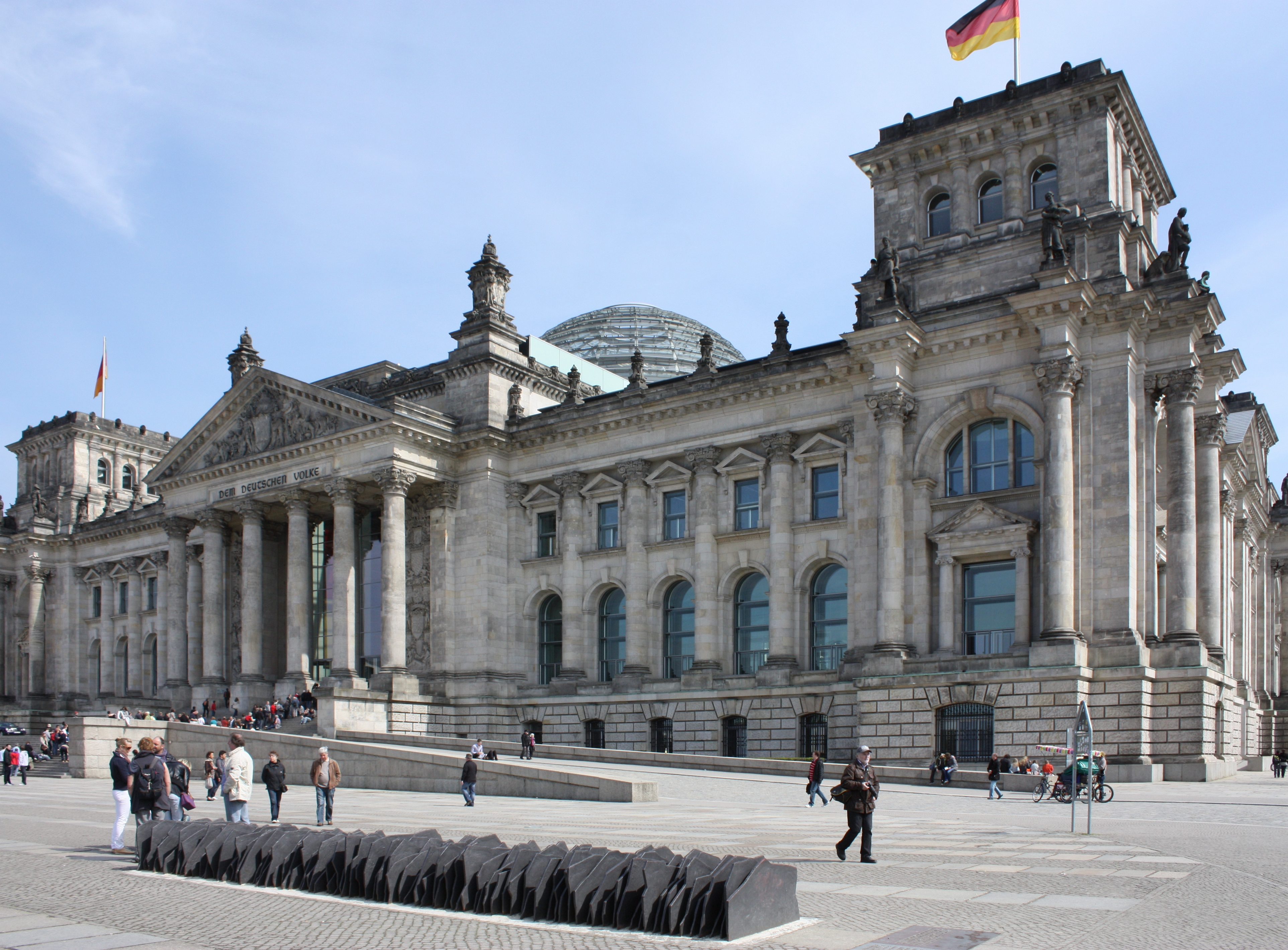
Gedenktafeln am Reichstag

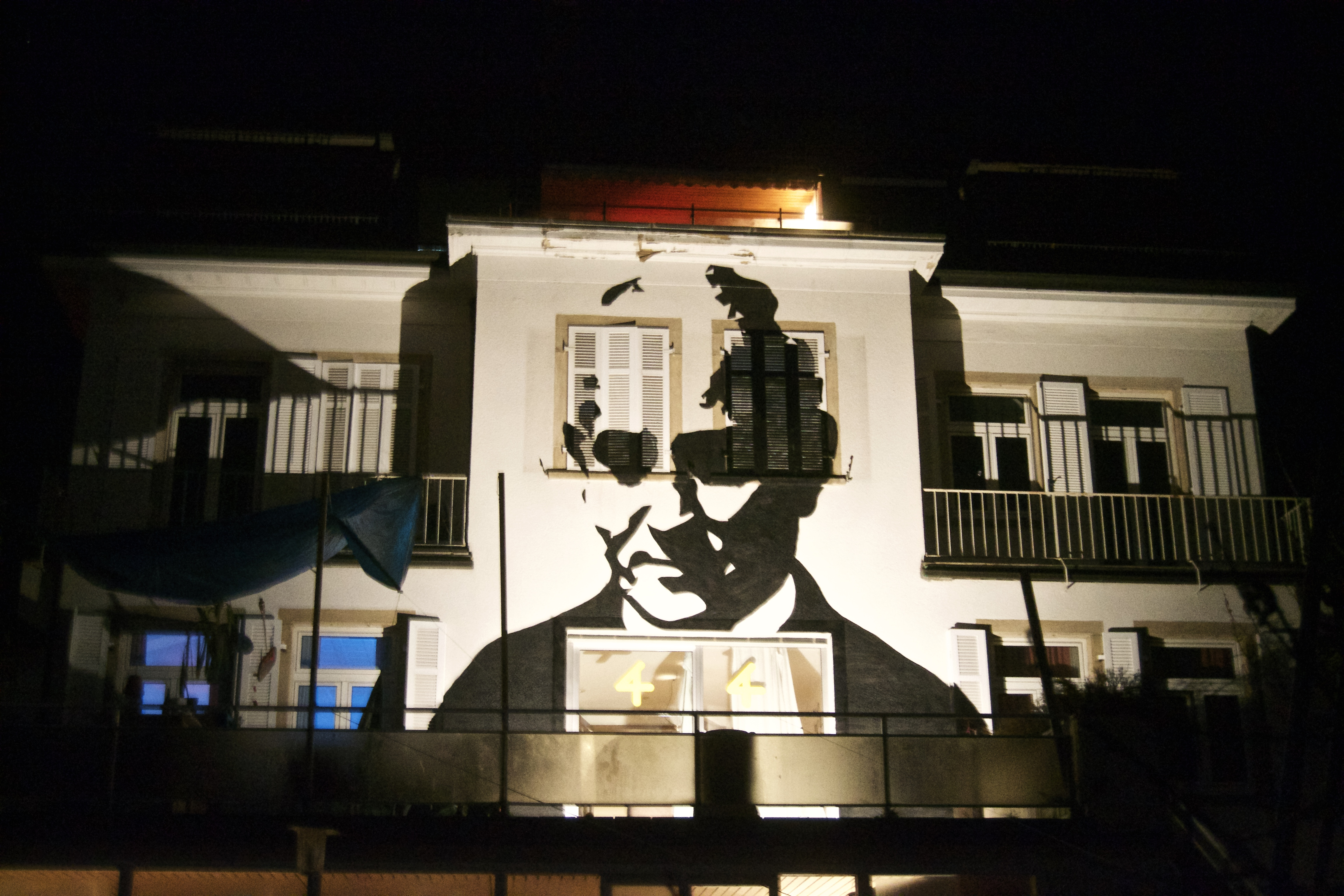
Fassade des ehemaligen Wohnhauses

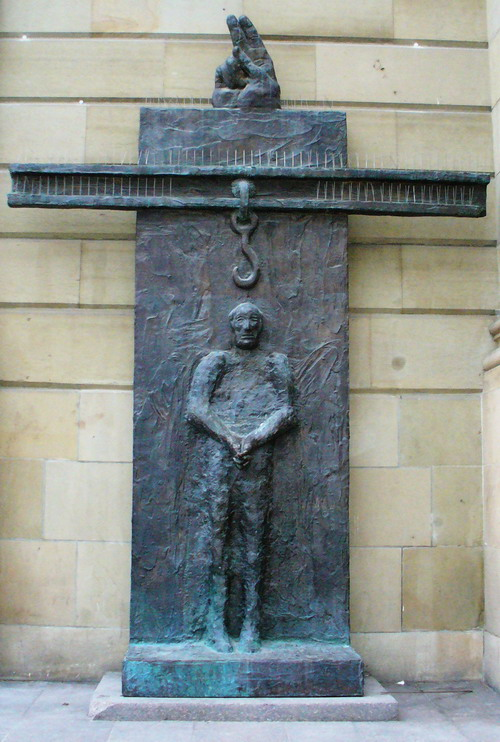
Mahnmal in Stuttgart

- Seit 1992 erinnert im Berliner Ortsteil Tiergarten an der Ecke Scheidemannstraße/Platz der Republik eine der 96 Gedenktafeln für von den Nationalsozialisten ermordete Reichstagsabgeordnete an Bolz.
- An Bolz erinnert eine Bronzetafel an seinem Geburtshaus in der Königstraße 53 in Rottenburg am Neckar, dessen Ehrenbürger er war.[8]
- Im Landtag von Baden-Württemberg ist einer der Sitzungssäle nach ihm benannt; es steht dort ein Exemplar der Bolz-Büste des Bildhauers Fritz von Graevenitz. Ein zweites Exemplar befindet sich im baden-württembergischen Staatsministerium, das 2016 seinen Erweiterungsbau Eugen-Bolz-Haus genannt hat.
- Im baden-württembergischen Innenministerium befindet sich eine Bolz-Büste der Künstlerin Olga Waldschmidt.
- In Stuttgart-Mitte steht in der Bolzstraße am Königsbau ein Mahnmal des österreichischen Künstlers Alfred Hrdlicka für Eugen Bolz.[9]
- Im Jahre 2004 wurde eine neue Glocke seiner Taufkirche, St. Moriz in Rottenburg am Neckar, nach ihm benannt.
- An der Fassade des ehemaligen Wohnhauses von Eugen Bolz, Am Kriegsbergturm 44, Stuttgart befand sich ein 6 Meter hohes Porträt zum Gedenken an ihn; das Gebäude wurde 2017 abgerissen.[10]
- Das Mobiliar des Arbeitszimmers von Eugen Bolz aus seinem ehemaligen Wohnhaus in Stuttgart befindet sich nun zusammen mit einer Ausstellung zu seinem Leben in einem 2018 eröffneten Gedenkraum an der Eugen-Bolz-Realschule in Ellwangen.[11]
- An der Fassade der Stuttgarter Domkirche St. Eberhard wurde vom Rottenburger Künstler Ralf Ehmann eine Gedenkstätte gestaltet, die im Mai 2022 geweiht wurde. Sie besteht aus einer Büste in einer Nische, die aus einer Aufnahme von Bolz vor dem Volksgerichtshof gefertigt wurde, mit zwei Steinquadern davor.[12][13] Die Domgemeinde St. Eberhard war für Bolz in seinen Stuttgarter Lebensjahren „seine“ Gemeinde.[14]
- Es gibt zahlreiche weitere Einrichtungen, Straßen und Plätze, die mit dem Namen Eugen Bolz verbunden sind. Die von Bolz besuchte Lateinschule in Rottenburg heißt heute Eugen-Bolz-Gymnasium Rottenburg; auch andere Schulen wurden nach Bolz benannt.
- Am 9. November 2006 gab die Deutsche Post eine 45-Cent-Sondermarke innerhalb der Serie „Aufrechte Demokraten“ heraus.

Die katholische Kirche hat Eugen Bolz im Jahr 1999 als Blutzeugen in das deutsche Martyrologium des 20. Jahrhunderts aufgenommen; es läuft derzeit ein Seligsprechungsverfahren.

### Studienstiftung Eugen Bolz
1970 wurde die Studienstiftung Eugen Bolz e. V. (Bonn) gegründet, die dem CV nahesteht. Stiftungszweck ist es, „junge Menschen an wissenschaftlichen Hochschulen zu fördern, Studientagungen zu veranstalten und Publikationen zur staatsbürgerlichen Bildung herauszugeben.“

### Eugen-Bolz-Stiftung
2007 wurde die Eugen-Bolz-Stiftung (Rottenburg) gegründet; sie ging aus dem Eugen-Bolz-Verein hervor. Zweck der Stiftung ist die „allgemeine Förderung des demokratischen Staatswesens und der Völkerverständigung.“
Die Stiftung vergibt in unregelmäßigen Abständen den Eugen-Bolz-Preis an „Persönlichkeiten, die in besonders hervorragender Weise Leben, Wirken und Denken von Dr. Eugen Bolz sichtbar und erfahrbar machen.“ Preisträger sind u. a. Paul Kirchhof (2001), Joachim Fest (2004), Erwin Teufel (2008), Charlotte Knobloch (2010) und Angela Merkel (2017).

## Siehe auch

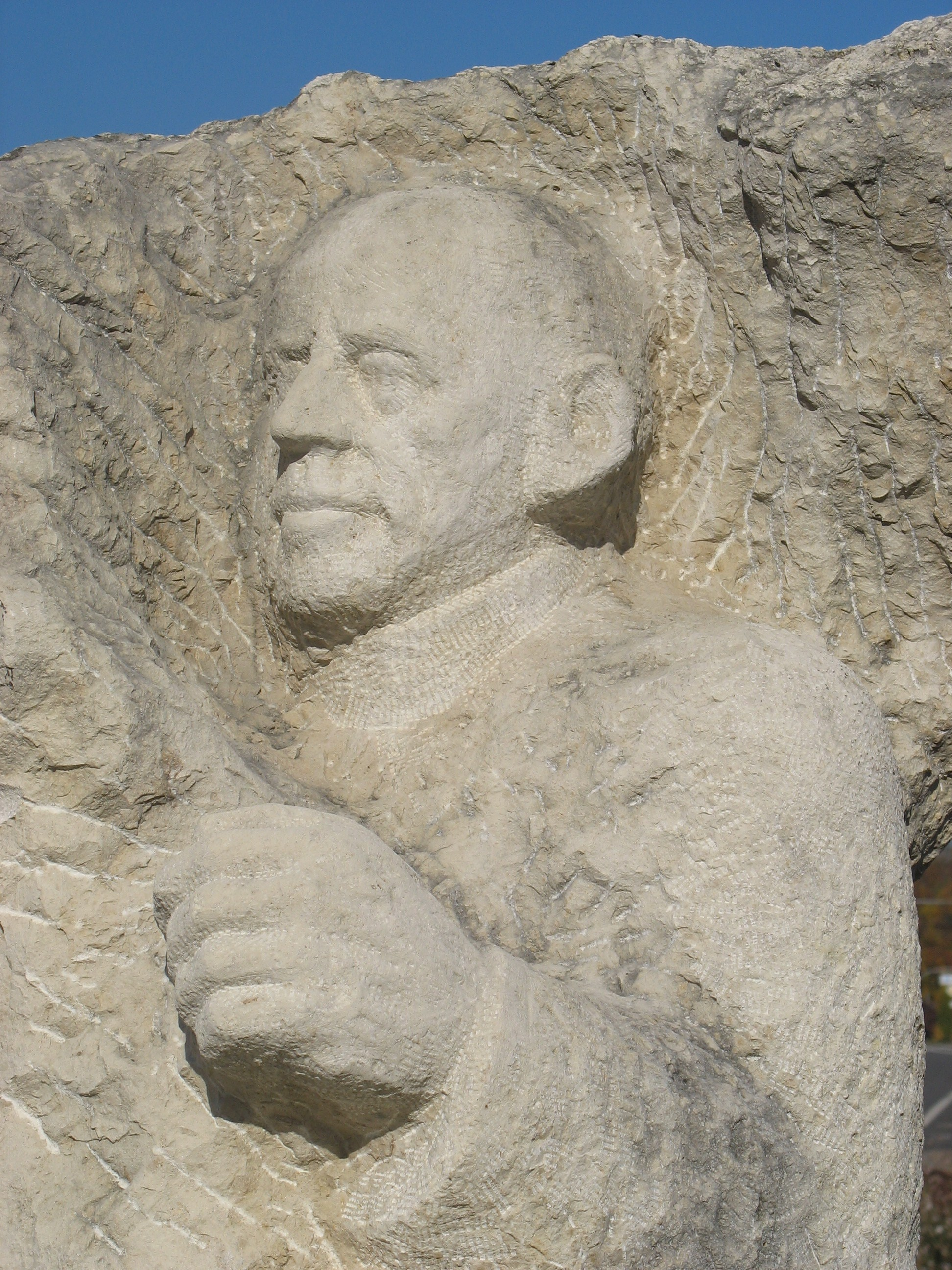
Denkmal in Rottenburg

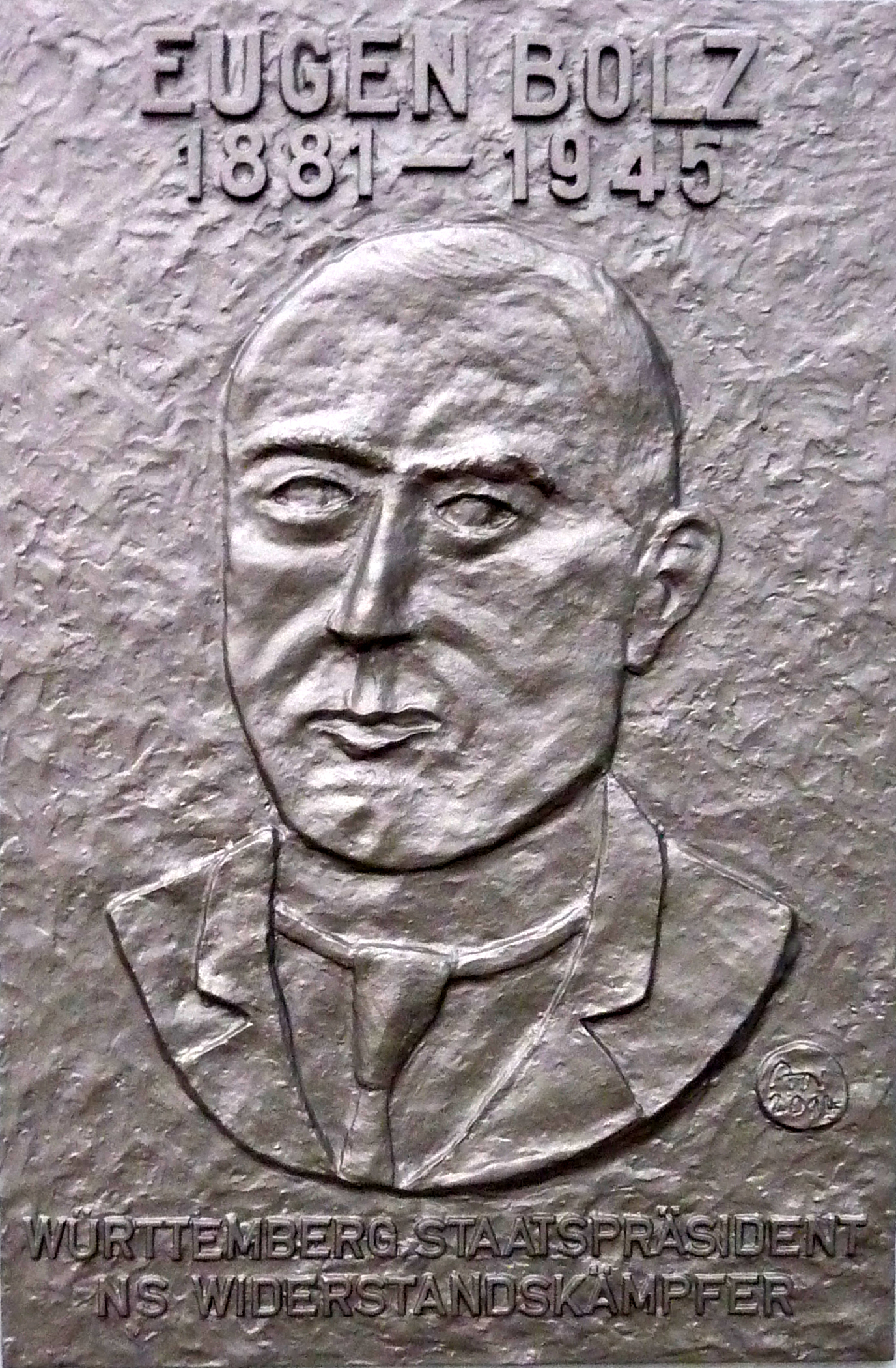
Denkmal in Oberkochen